# Гильем I (граф Сердани)

Каталонские графства в IX—XII веках

Гийлем I Рамон (каталон.: Guillem Ramon; окситан.: Guilhem Ramon; ум. 1095) — граф Сердани с 1068 года и Берга в 1068—1094 годах. Сын графа Сердани Раймона I (ум. 1068) и его жены Адели.

## Биография
Не позднее декабря 1067 года женился на Аделаиде (ум. не ранее 1102), дочери Пьера Раймона, графа Каркассона и Разеса. Вскоре развёлся с ней (не позднее июля 1070).
Вторая жена (1071) — Изабелла (Елизавета) (1052—1071), дочь урхельского графа Эрменгола III, перед этим до развода была замужем за королём Арагона Санчо I. Она умерла в том же году.
Некоторые источники утверждают, что Гийлем I Рамон родился незадолго до смерти отца. Это означает, что во время своих первых двух браков он был ещё подростком, и их мотивация — политическая.
Третья жена (свадьба после 12 ноября 1076) — Санча Барселонская (ум. не ранее апреля 1102), дочь графа Барселоны Рамона Беренгера Старого и его третьей жены Альмодис де Ла Марш.
От неё сыновья (младший родился не позднее 1083):
- Гийлем Йордан (ум. 1109), граф Сердани и Берга, граф Триполи
- Бернат I (ум. 1117), граф Сердани и Берга.

Незадолго до смерти Гийлем I Рамон передал графство Берга старшему сыну Гийлему Йордану, который вскоре унаследовал и Сердань.
В 1090/1092 году основал город Вильфранш-де-Конфлан.
Завещание Гийлема I Рамона датировано 7 октября 1095 года.